# Culture de la Nouvelle-Zélande
La culture de la Nouvelle-Zélande est une synthèse des cultures autochtones et des cultures importées plus récemment. Les premiers habitants de la Nouvelle-Zélande apportent les mœurs et langues polynésiennes et y développent leur propre culture maori et moriori. Les colons britanniques arrivent au XIXe siècle apportant leur culture et ont un effet dramatique sur les Maori, les introduisant aux traditions religieuses chrétiennes (principalement protestantes) et à la langue anglaise. La culture maori influencera également les colons ; de ce mélange on vit l'émergence d'une culture pakndaise d'origine européenne). La récente immigration depuis les pays du Pacifique, l'Asie de l'Est et l'Asie du Sud a contribué au continuel mélange des cultures du pays.
Il y a débat sur les caractéristiques du groupe ethnique dit « Pakeha » puisque beaucoup des traits culturels associés aux Blancs de Nouvelle-Zélande peuvent se trouver chez les traditions des îles Britanniques, l'Australie ou chez les Maori. Les Maori et les Pakeha ont adopté et adapté des formes culturelles d'autres pays, en créant des versions reconnaissablement néo-zélandaises.

## Culture maori
La culture maori est une culture distincte dans la culture néo-zélandaise en général. Avec l'importance grandissante du tourisme en Nouvelle-Zélande, et notamment l'introduction du haka des All Blacks à une audience internationale, la culture maori, autrefois uniquement observée dans la société maori, est vue comme fondamentale dans la culture néo-zélandaise.

## Culture pakeha (XIXesiècle).
Reconnaissablement liée à la culture britannique, elle a toujours eu des différences assez distinctes qui ont développé au fil du temps. Parmi les aspects différenciant la culture pakeha de la culture britannique on trouve la présence de davantage d'égalitarisme, un certain anti-intellectualisme et l'idée que la plupart du monde peut beaucoup faire si elle s'y met. Dans la culture pakeha on trouve plusieurs sous-cultures irlandaise, italienne et européennes, ainsi que des sous-cultures non-ethniques.
Certaines pensent que les Pakeha n'ont pas de culture, ou que s'ils en ont, ce n'en est pas une culture distincte. Une partie du problème est que la « haute culture » est souvent prise pour la culture en général, et que les artistes, écrivains et compositeurs néo-zélandais ont historiquement été peu reconnus, ce qui est vu comme un manque de culture. En contraste, la culture populaire pakeha est très visible et mise en valeur ; on voit cela dans la croyance que la kiwiana (des objets kitsch néo-zélandais des années 1950), est une référence de la culture pakeha.
D'autres disent que la croyance dans un « manque de culture » en Nouvelle-Zélande est un symptôme du « privilège des Blancs », où les membres du groupe dominant voient leur culture comme « normale » ou « par défaut » et non une position d'avantage relatif. L'un des buts des groupes antiracistes des années 1980 était de faire que les Pakeha voient leur culture comme telle, et non de la voir comme « normale » à l'opposé des cultures des autres, qui seraient « ethniques » et « étranges ».

## Autres cultures
L'immigration a amené les cultures de beaucoup de pays en Nouvelle-Zélande, où elles ont changé par rapport à leurs origines dans leurs pays correspondants. Plusieurs groupes se sont rapprochés davantage que dans leurs pays d'origine ; par exemple, les différentes cultures polynésiennes coopèrent en mettant de côté leurs antagonismes historiques.

## Mélanges et adaptations

### Éléments de la culture pakeha dans la culture maori
Les Maori ont adapté des aspects de la culture pakeha dès le début de la colonisation. Beaucoup de Maori se convertirent au Christianisme dès les années 1830, apprenant ainsi à lire et écrire, tellement que certains historiens disent qu'au milieu du XIXe siècle on trouvait plus de Maori que Pakeha littrés. Plusieurs religion mélangeant les traditions maori et chrétiennes émergent au XIXe siècle, dont Pai Mārire et Ringatu. Dès les années 1860 l'adoption de la culture pakeha devient moins volontaire au fur et à mesure qu'augmentait la population de Pakeha, ceux-ci devenant finalement plus nombreux que les Maori. Un Parlement dominé de Pakeha pouvait passer des lois concernant les Maori, dont le Native Schools Act 1867, qui imposa l'anglais comme langue dominante dans la scolarité des enfants Maori. Les Maori furent alors forcés d'apprendre l'anglais et les mœurs Pakeha pour fonctionner économiquement et socialement. Dès le début du XXe siècle et particulièrement depuis les années 1970 on voit un mouvement de protestation maori contre l'eurocentrisme, demandant une reconnaissance égale pour leur culture.
Plusieurs Maori sont connus dans des domaines traditionnellement vus comme européens, dont les chanteuses d'opéra Inia Te Wiata et Kiri Te Kanawa, les écrivains Keri Hulme (qui gagna un Booker Prize), et Alan Duff, le poète Hone Tuwhare, le peintre Ralph Hotere, les acteurs Temuera Morrison et Cliff Curtis et le réalisateur Lee Tamahori.

### Éléments de la culture maori dans la culture pakeha

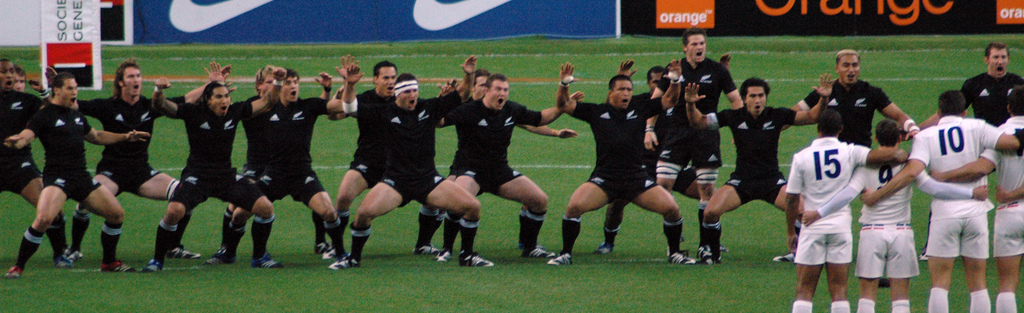
Kapa o Pango des All Blacks.

Depuis la fin du XIXe la culture Pakeha a souvent utilisé des éléments de culture maori dans l'art et le tourisme quand il fallait chercher quelque chose de distinctivement néo-zélandais. L'exemple le plus connu est certainement le haka des All Blacks, une danse maori jouée avant les matches internationaux de rugby à XV (il y a plusieurs polynésiens non-maori dans l'équipe, donc l'emprunt devient multi-ethnique et non seulement maori-pakeha). En outre, des artistes Pakeha, tels que Colin McCahon et Gordon Walters, incorporent des motifs maori dans leurs œuvres et bon nombre des premiers écrivains Pakeha utilisèrent des thèmes maori dans le but de créer une littérature authentiquement néo-zélandaise. Le domaine du tourisme a également utilisé la culture maorie dans un effort de présenter aux touristes des expériences et objets maori. Ceci peut démontrer que les Pakeha n'ont pas entièrement confiance en avoir une culture distincte, ou que s'ils en ont, qu'elle n'est pas intéressante. Beaucoup de Pakeha habitant d'autres pays utilisent la culture maorie pour exprimer qu'ils sont néo-zélandais, même s'ils s'intéressent peu à la culture maorie quand ils sont en Nouvelle-Zélande. Un exemple concret est le haka tenu au Parliament Square de Londres tous les Waitangi Day ; il y a généralement des participants maori mais la plupart sont Pakeha.
Pendant longtemps les Pakeha ne consultaient pas les Maori sur l'utilisation de leur culture, et les Maori ne protestaient qu'en cas d'utilisation inappropriée d'un symbole maori. Dès le début des années 1970 les Maori commencent à s'opposer de plus en plus souvent l'utilisation de leur culture, particulièrement de manière ignorante ou irrespectueuse. Par exemple, en 1979 la tradition des étudiants en ingénierie de l'université d'Auckland de faire un haka obscène lors de la remise de diplômes fut protestée par les étudiants Maori. Les étudiants Pakeha ignorèrent les demandes des Maori, disant vouloir continuer la tradition. Par la suite un groupe d'étudiants Maori agressèrent physiquement les étudiants Pakeha. Ils furent attaqués en justice mais défendus par des leaders maori, qui témoignèrent du caractère insultant du haka des étudiants en ingénierie.
La plupart des Pakeha sont aujourd'hui plus respectueux de la culture maori et consultent des Maori avant d'utiliser des éléments de leur culture. Toutefois, malgré plusieurs efforts de mettre sous copyright la propriété intellectuelle, cela ne se passe pas toujours ; la culture maori peut encore s'utiliser de manière inappropriée.
Malgré tout, plusieurs Pakeha ont été très impliqués dans la renaissance des arts maori. La musique maori a été mise en valeur par Richard Nunns, et plusieurs experts Pakeha font des recherches sur d'autres aspects de la culture maori, dont Anne Salmond sur les rituels de rencontre et Mervyn McLean sur l'analyse de la chanson traditionnelle.

### Éléments d’autres cultures
Tous les deux, Maori et Pakeha, ont incorporé des éléments de culture étrangère, particulièrement américaine. La musique néo-zélandaise dérive de styles américains, dont le rock, le hip-hop et plusieurs formes de musique électronique. Quoiqu'il y ait peu d'indices d'un « style néo-zélandais », plusieurs groupes incorporent des thèmes néo-zélandais dans leur musique.
Les arts visuels démontrent une certaine influence des mouvements modernes, par exemple le cubisme au début de la carrière de Colin McCahon. En général le développement des médias internationales et la communication de masse a maintenu la Nouvelle-Zélande au courant de ce qui se passe ailleurs ; cela renforce l'adoption de nouvelles formes et styles de l'étranger.

## Langues

Les noms des mois en anglais.

Les noms des mois en maori.

La Nouvelle-Zélande a trois langues officielles : l'anglais néo-zélandais, le maori et la langue des signes néo-zélandaise. En pratique seul l'anglais est largement utilisé, quoiqu'il y a des efforts pour répandre l'usage du maori.
Plusieurs autres langues sont utilisées en Nouvelle-Zélande, particulièrement celles des immigrants polynésiens et asiatiques.

### L’anglais néo-zélandais
L'anglais néo-zélandais est proche de l'anglais australien en prononciation, mais a plusieurs différences subtiles souvent ignorées de personnes ne venant pas de ces deux pays. Plusieurs différences montrent un attachement plus prononcé avec l'anglais du Sud de l'Angleterre ; plusieurs différences montrent également une influence maori. La différence la plus prononcée entre les anglais néo-zélandais et autres (quoique partiellement partagée avec l'anglais sud-africain), est le « i » plus plat. L'accent néo-zélandais montre également quelques influences écossaises et irlandaises du fait du nombre de colons de ces pays qui s'installèrent en Nouvelle-Zélande pendant le XIXe siècle. Selon le recensement de 2006, l'anglais est parlé par 3 673 623 personnes en Nouvelle-Zélande.

### La langue maori
Une langue polynésienne occidentale, le maori (« te reo māori ») est proche du maori des îles Cook et le tahitien, un peu moins proche du hawaïen et du marquisien, et moins proche encore des autres langues polynésiennes occidentales, dont le samoan, le niuéen et le tongien. Le maori déclina en nombre de locuteurs à la suite de la colonisation, mais voit depuis les années 1970 une montée de popularité. Le maori est devenu langue officielle du pays à la suite du Maori Language Act de 1987. On reconnaît un māori language week et il existe une chaîne de télévision en maori, Māori Television. Le recensement de 2006 compta 157 110 locuteurs de maori en Nouvelle-Zélande.

### La langue des signes néo-zélandaise
La langue des signes néo-zélandaise (NZSL de ses sigles en anglais) puise ses origines dans la langue des signes britannique et peut se considérer un dialecte des langues des signes britannique, australienne et néo-zélandaise (BANZSL). On trouve 62,5 % de similarités entre les langues des signes britannique et néo-zélandaise, comparé avec 33 % avec la langue des signes américaine. Comme d'autres langues des signes naturelles elle fut développée par et pour les sourds, avec aucun lien linguistique avec la langue écrite ou parlée et peut parfaitement exprimer ce qu'un locuteur la parlant couramment veut dire. Elle utilise plus de gestes des lèvres avec conjonction avec gestes des mains et du visage que la langue des signes britannique, reflétant l'histoire oraliste de l'éducation des sourds en Nouvelle-Zélande. Son vocabulaire comporte des concepts maori (marae, tangi, iwi…) et des noms de lieux néo-zélandais. La langue des signes néo-zélandaise est devenue langue officielle en avril 2006 ; la même année, le recensement en a trouvé 24 090 locuteurs.

### Autres langues
Toujours selon le recensement de 2006, on trouve 176 langues utilisées en Nouvelle-Zélande, y inclus les langues des signes. Après l'anglais et le maori on trouve le samoan (85 428 locuteurs), le français (53 757 locuteurs), l'hindi (44 589 locuteurs), et le chinois cantonais (44 154 locuteurs). Le nombre de locuteurs de français est probablement dû à la popularité du français comme langue étrangère enseignée à l'école et non à une immigration massive de francophones.

## Arts
La Nouvelle-Zélande n'a pas de tradition de « haute culture », que ce soit pakeha ou maori. La plupart du matériel culturel consommé est importé, particulièrement du Royaume-Uni et des États-Unis. C'est pour cette raison, et pour la petite population du pays, que la plupart des artistes néo-zélandais ont le plus souvent du mal à vivre de leur art. Il y a un peu de financement des arts à travers un département du gouvernement, Creative New Zealand. Le New Zealand Historic Places Trust et le Ministry of Culture and Heritage sont des organismes nationaux aidant à la préservation de l'héritage culturel du pays. La plupart des villes ont des musées et souvent des galeries d'art ; le musée national est Te Papa (« Chez nous »), à Wellington.

### Arts visuels

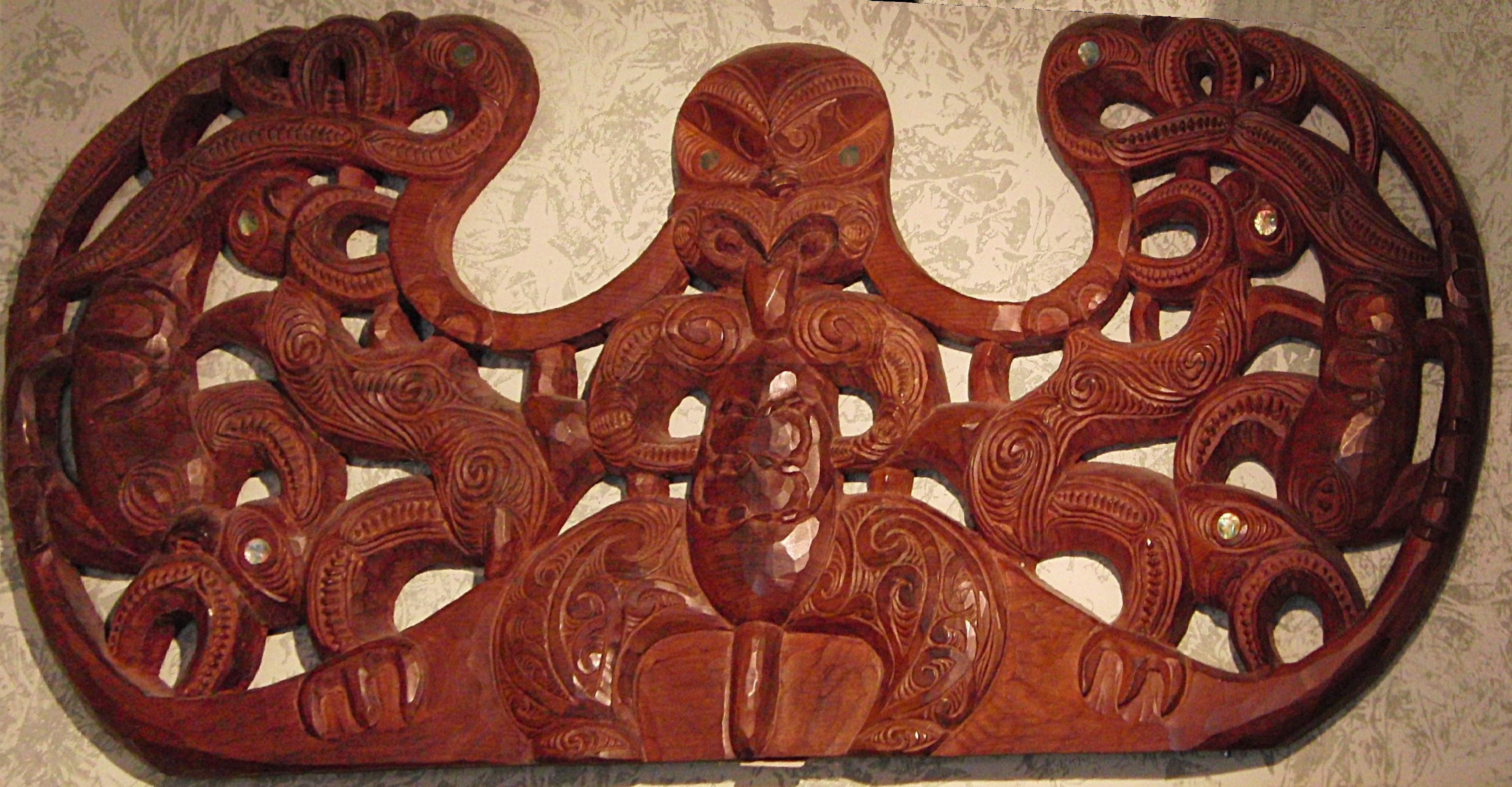
Sculpture Maori sur bois de Poupou.- Hokitika.

Les arts visuels maori pré-colonisation prenaient deux formes : le tissage et la sculpture sur bois. Les histoires et légendes avaient également un rôle religieux. Les Européens apportent avec eux les traditions artistiques occidentales. Les premiers Pakeha faisaient des tableaux représentant des paysages, quoique certains des artistes du début du XIXe siècle (dont Charles Goldie et Gottfried Lindauer), se spécialisent en portraits de Maori. Certains Maori adoptent des styles occidentaux ; nombre de marae de l'époque présentent des murs peints de portraits et dessins inspirés de la flore locale. Dès le début du XXe siècle Apirana Ngata et d'autres commencent à faire revivre les arts maori traditionnels ; beaucoup de marae à architecture traditionnelle sont construits avec sculptures sur bois traditionnels et tukutuku (panneaux tissés servant de mur). L'un des sujets occupant les artistes Pakeha est la création d'un art néo-zélandais bien distinct. Rita Angus et d'autres utilisent les paysages du pays à ce but, tandis que des peintres tels que Gordon Walters utilisent des motifs maori. Plusieurs artistes Maori, dont Paratene Matchitt et Shane Cotton, ont mélangé le modernisme occidental avec l'art traditionnel maori.

### Arts du spectacle

#### Kapa haka

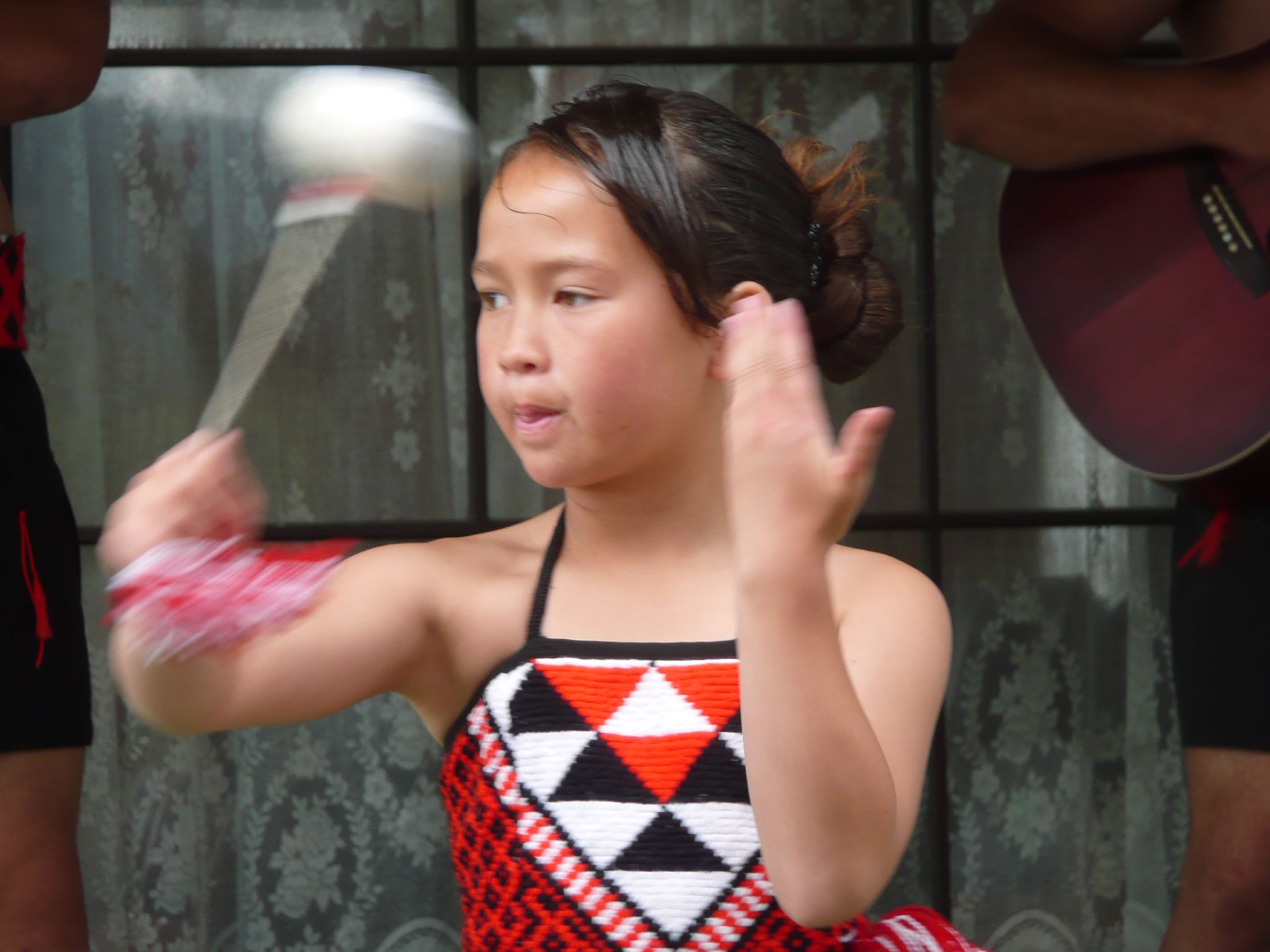
Jeune fille dansant une poï

Kapa haka sont les arts du spectacle traditionnels maori. On tient des compétitions nationales chaque année, et les kapa haka sont représentées lors de plusieurs occasions officielles. Le haka, souvent pensée, à tort, n'être qu'une danse guerrière, est devenue partie de la culture néo-zélandaise. Les All Blacks font leur Kapa o Pango avant chaque match, et le haka en général est dansé par les Néo-Zélandais partout dans le monde.

#### Théâtre
Le théâtre néo-zélandais fut longtemps laissé à l'indifférence générale. Aujourd'hui parmi les dramaturges les plus connus on trouve Roger Hall et Jacob Rajan.
- Dramaturges néo-zélandais
- Salles de théâtre en Nouvelle-Zélande (en)
- Compagnies théâtrales néo-zélandaises (en)
- Festivals de théâtre en Nouvelle-Zélande (en)
- Récompenses pour le théâtre en Nouvelle-Zélande (en)

### Cinéma
Le cinéma néo-zélandais voit également une renaissance, avec des films primés tels que La Leçon de piano de Jane Campion, L'Âme des guerriers de Lee Tamahori, Créatures célestes de Peter Jackson, et de façon plus internationale les trilogies du Seigneur des anneaux et du Hobbit. 

### Musique
Mise à part la musique maorie, la musique néo-zélandaise prend la même forme que dans la plupart du monde occidental. Le hip-hop est particulièrement populaire parmi les jeunes Maori et autres jeunes Polynésiens. Il y a également une petite mais grandissante culture de dance party. La musique classique est, comme ailleurs dans le monde, moins populaire, mais la Nouvelle-Zélande vit l'émergence de plusieurs compositeurs et chanteurs d'opéra, notamment Kiri Te Kanawa. Le rock connait beaucoup de succès, mais aucun groupe rock néo-zélandais n'est devenu, à ce jour, très important. La musique polynésienne est très populaire aux Tokelau. 
En 2020, la chanteuse Benee se fait connaître à l'échelle internationale durant la pandémie de Covid-19, avec sa chanson Supalonely, massivement reprise sur les réseaux sociaux, en particulier TikTok.
- Blues néozélandais (en)
- Rock néo-zélandais
- Hip-hop néo-zélandais
- Groupes néo-zélandais de musique heavy metal
- Reggae néozélandais (en)

### Littérature
Dans un pays aux conditions de vie rudes, les premiers écrivains néo-zélandais furent des expatriées emblématiques de l'émancipation des femmes, Jane Mander, Katherine Mansfield, Robin Hyde. Dans les années 1950 commencent les carrières de Frank Sargeson et Janet Frame, parmi d'autres. Jusqu'aux années 1980, la forme littéraire la plus répandue était la nouvelle, mais plus récemment on voit l'émergence de romanciers, dont Alan Duff (auteur du livre sur lequel se base le film L'Âme des guerriers), et Elizabeth Knox (The Vintner's Luck). La culture maori est traditionnellement orale et non écrite, mais depuis peu on voit des œuvres d'auteurs maori, dont Duff, Witi Ihimaera, Keri Hulme et le poète Hone Tuwhare.
- Littérature néo-zélandaise

## Religion

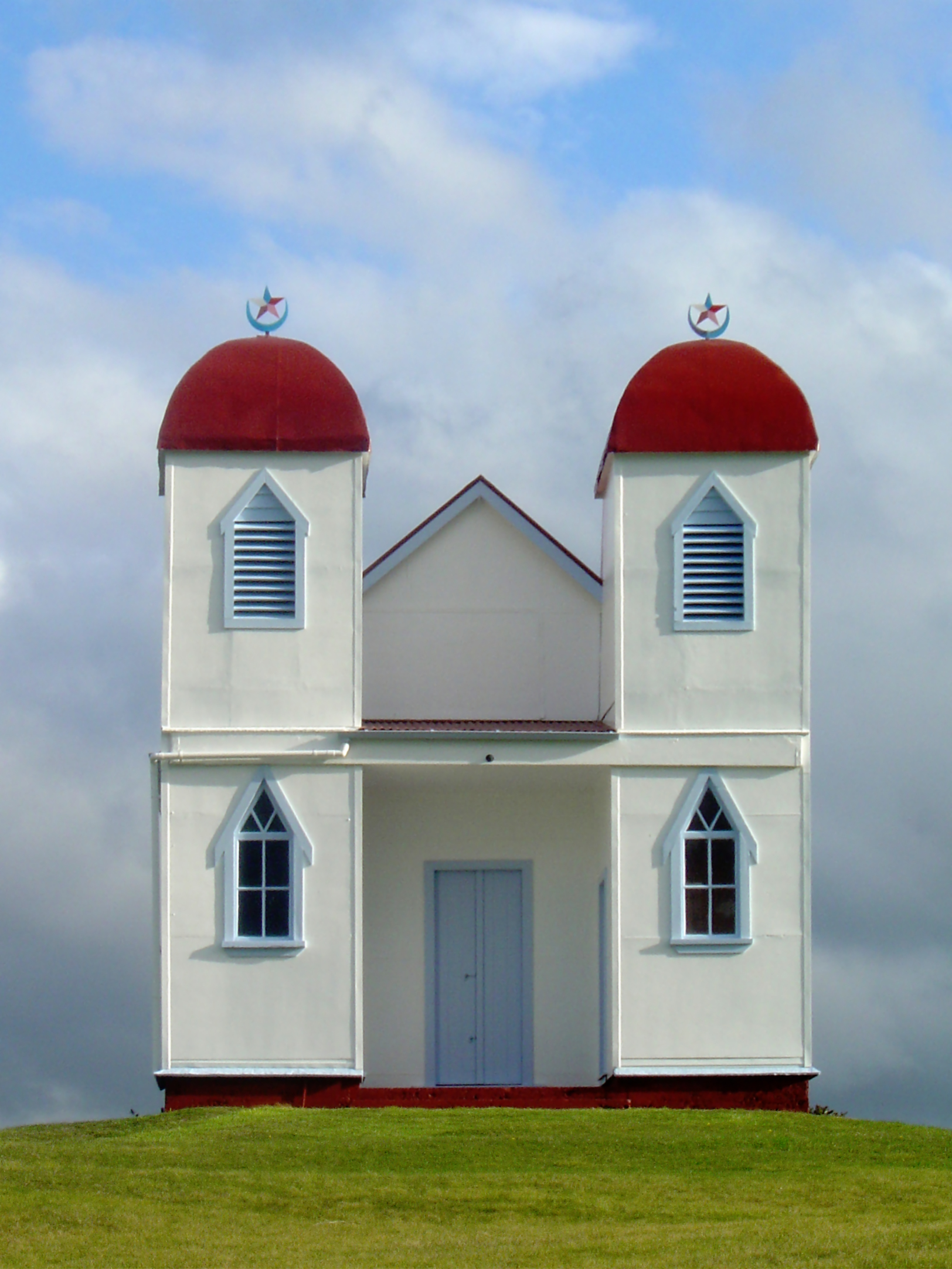
Église ratana

La religion maori pré-colonisation était polythéiste. L'un de ses éléments les plus importants était le tapu (tout ce qui était sacré/tabou), utilisé pour maintenir le statut des chefs et tohunga (chamans) et pour conserver les ressources.
Certains des premiers colons européens étaient missionnaires chrétiens, notamment de l'Église anglicane mais aussi d'autres dénominations Protestantes et de l'Église catholique. Dès les années 1830 on voit la conversion de grand nombre de Maori, et au fil du XIXe siècle on voit la création de mouvements mélangeant les croyances traditionnelles maori avec le christianisme (Pai Mārire, Ringatu et, au début du XXe siècle, Ratana). Ces mouvements étaient typiquement centrés sur un leader/prophète. Ces Églises ont encore beaucoup de croyants ; selon le recensement de 2006 50 565 personnes se disent fidèles à Ratana, 16 419 à Ringatu ; en outre, 1 689 disent suivre la religion polythéiste maori. De nombreux Maori membres des plus grandes Églises, et ceux qui sont athées, continuent à croire dans le tapu, particulièrement en ce qui concerne la mort, quoique pas avec autant de ferveur que leurs ancêtres.
Les Pakeha deviennent de moins en moins religieux au fil du temps. Dans les années 1920, il y avait encore du sectarianisme fort et un certain préjugé anticatholique, mais cela a depuis changé, les Églises coopérant en général entre elles. Les Églises et les groupes de lobbying religieux ont peu d'influence chez les Pakeha, qui sont en majorité chrétiens quoiqu'il existe des Pakeha suivant des religions non-chrétiennes, particulièrement le Bouddhisme ; un plus grand nombre croit en les idées New Age.
Les Polynésiens d'origine non-Maori chrétiens sont moins enclins à aller à l'église que les Maori et Pakeha. Il y a de nombreuses Églises polynésiennes chrétiennes en Nouvelle-Zélande.
D'autres immigrants non-Pakeha apportent avec eux les religions de leurs pays d'origine, notamment l'hindouisme et l'islam ; d'autres sont chrétiens ou athées.
Le recensement de 2006 comptera 2 136 258 Néo-Zélandais s'identifiant en tant que chrétiens (anglicans 554 925, catholiques 507 771 et presbytériens 385 350). La religion la plus représentée après le christianisme est l'hindouisme (63 540), suivi du bouddhisme (52 158), et l'islam (35 858). Se déclarent athées 1 297 104 Néo-Zélandais.

## Classes sociales

### Maori
La société maori est traditionnellement basée sur le rang dérivant des ancêtres (whakapapa). Aujourd'hui elle est beaucoup moins hiérarchisée, quoiqu'elle présente encore beaucoup de « strates » comparé à la société pakeha. Bon nombre de parlementaires d'origine maori viennent de familles importantes, par exemple. Toutefois, de nombreux Maori des strates sociales inférieures sont arrivés à des rôles de mana considérable dans leurs communautés grâce à leurs actions ou leur sagesse.

### Classless society
Jusqu'aux années 1980 on disait souvent que la Nouvelle-Zélande était une « classless society », c'est-à-dire une « société sans classes ». Cela aurait été basé sur un écart plutôt faible entre les plus riches et les plus pauvres, un manque de déférence aux personnes d'autorité, une mobilité sociale assez haute, et un haut standard de mode de vie des membres de la classe ouvrière (comparé au Royaume-Uni à la même époque), des lois du travail progressives protégeant les travailleurs et encourageant les syndicats, et un État-providence développé bien avant la plus grande partie des autres pays du monde.
L'égalitarisme des Néo-Zélandais a été critique comme décourageant et dénigrant l'ambition et la réussite individuelle. Les Néo-Zélandais ont tendance à privilégier la réserve et se méfient de ceux qui parlent d'eux-mêmes en bien. Ils n'aiment pas, en particulier, ceux qui se considèrent au-dessus des autres même si c'est incontestablement vrai (par exemple, un sportif olympien). Ceci mène à ce qu'on appelle (en Australie, Nouvelle-Zélande et Canada), le tall poppy syndrome (littéralement « syndrome du grand coquelicot »), où les gens « couperaient » tous ceux qui s'élèvent de la masse ordinaire.
Certains disent qu'en Nouvelle-Zélande l'ethnie prend la place des classes sociales, les Maori et autres Polynésiens gagnant moins que les Pakeha et ayant des niveaux de vie et éducation moins élevés. Ils rencontreraient aussi des préjudices similaires à ceux confrontés par la classe ouvrière en Europe. Nombreux sont ceux qui disent que la Nouvelle-Zélande n'est devenu un « paradis de l'ouvrier » qu'à cause de la marginalisation des Maori et particulièrement de l'appropriation de leurs terres.
La théorie de « classless society » en Nouvelle-Zélande eut son coup mortel dans les années 1980 et 1990 lors des réformes économiques du quatrième gouvernement travailliste et son successeur, le quatrième gouvernement national. Ces réformes mènent à un plus grand écart entre les riches et les pauvres et une augmentation de ceux vivant sous le seuil de la pauvreté. Aujourd'hui, même si la richesse est moins équitablement répartie qu'auparavant, la Nouvelle-Zélande voit moins de divisions de classe que, par exemple, le Royaume-Uni.

## Voyages
Il est très courant de voyager ou vivre à l'étranger pour de longues périodes, souvent en working holiday. Ceux-ci sont souvent appelés « OE » ou « overseas experience », et sont le plus souvent faits par des personnes dans la vingtaine. Les trois destinations les plus populaires sont l'Australie, le Royaume-Uni et l'Europe en général, mais depuis quelques années on voit une augmentation de jeunes allant enseigner l'anglais en Asie, particulièrement en Corée du Sud et au Japon. La côte est de l'Australie et Londres ont tous les deux grand nombre de Néo-Zélandais expatriés.
À l'opposé du « gap year » britannique, le OE en Europe est le plus souvent autofinancé et a tendance à se faire après la remise de diplômes universitaires, quand le voyageur a épargné assez d'argent pour les billets d'avion et les dépenses. La durée du voyage peut aller de quelques mois au reste de la vie. Beaucoup de Néo-Zélandais ayant des ancêtres britanniques ou la double nationalité (parfois dû aux OE de leurs parents), les restrictions sur le travail au Royaume-Uni leur sont inapplicables.
Les OE en Asie se passent le plus souvent après la remise de diplômes universitaires ; beaucoup d'agences cherchent en effet des diplômés pour ce genre de travail. 
C'est parce que l'Australie est relativement proche et n'a pas de restrictions sur le travail des Néo-Zélandais y habitant que les Néo-Zélandais en Australie sont plus diverses que dans d'autres pays, avec un plus grand pourcentage de Maori et de membres de la classe ouvrière.
Depuis le Trans-Tasman Travel Arrangement de 1973 les Néo-Zélandais ont le droit de travailler et vivre en Australie sur les mêmes termes que les Australiens. Jusqu'aux années 1970 il en était presque de même avec le Royaume-Uni : les Néo-Zélandais devaient avoir des visas pour y travailler et vivre pour de longues périodes de temps, à moins qu'ils n'aient déjà des ancêtres récents Britanniques.
La Nouvelle-Zélande a signé des accords de working holiday avec les suivants pays : Allemagne, Argentine, Belgique, Canada, Chili, Corée du Sud, Danemark, Finlande, France, Hong Kong, Irlande, Italie, Japon, Malaisie, Malte, Norvège, Pays-Bas, République tchèque, Royaume-Uni, Singapour, Suède, Taïwan, Thaïlande, et Uruguay. Ces accords permettent aux personnes dans la vingtaine de vivre et travailler dans ces pays, généralement pour une période allant jusqu'à une année.

## Stéréotypes nationaux

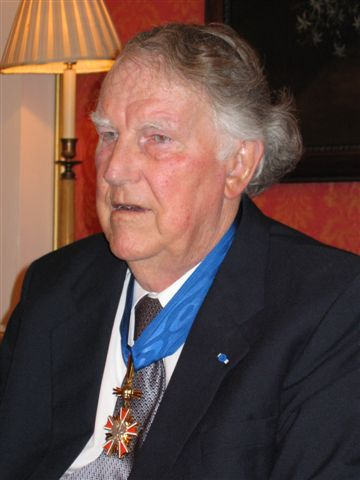
Edmund Hillary, premier à gravir l'Everest

La plupart des pays ont des stéréotypes nationaux censés représenter un citoyen moyen du pays ; ces stéréotypes peuvent être négatifs ou positifs, mais sont souvent dépassés et ne s'appliquent qu'à une petite partie de la société. Ils excluent le plus souvent les femmes, quoiqu'il peut y avoir des stéréotypes de femme.

### Hommes
Le Néo-Zélandais stéréotypique est essentiellement un « pionnier » : rural, non intellectuel, fort, impassible, démocratique, démontrant peu d'intérêt pour la « haute culture », bon avec les animaux (particulièrement les chevaux), et les machines, et pouvant faire face à tout problème. Cet « homme typique » est souvent pensé puiser ses sources dans la période coloniale, mais il partage quelques qualités avec le frontiersman des États-Unis et le bushman d'Australie. L'homme stéréotypique néo-zélandais a encore ces qualités, malgré le fait que la plupart des Néo-Zélandais habitent aujourd'hui des zones urbaines. Cela ne les empêche pas de se voir comme de simples « ruraux » bons aux tâches de la ferme. L'homme néo-zélandais stéréotypique est d'origine anglo-celte, quoique les hommes Maori soient également vus comme représentant ces mêmes caractéristiques. En outre, les hommes néo-zélandais sont vus comme des « durs » : forts, impassibles et violents ; un exemple en est l'All Black Colin Meads, qui par exemple joua un match avec un bras cassé. Les hommes néo-zélandais sont aussi dits obsédés avec « the three Rs » : le rugby, le racing (courses hippiques), et beeR (bière).

### Femmes
Il y a peu de stéréotypes sur les Néo-Zélandaises, et ces stéréotypes ne sont pas aussi forts que ceux sur les hommes. En général, elles sont perçues comme très indépendantes (le suffrage précoce et les leaders politiques femmes en sont des exemples), et peu féminines, portant peu de robes et autres vêtements féminins (la Première ministre Helen Clark fut critiquée pour avoir porté des pantalons à un repas formel officiel).

## Attitudes

### Anti-intellectualisme
À l'opposé de plusieurs pays européens, mais en commun avec d'autres pays « anglo » (le Royaume-Uni, les États-Unis et l'Australie), les Néo-Zélandais n'ont pas d'égards particuliers pour l'activité intellectuelle, particulièrement si elle est théorique plutôt que pratique. Ceci est lié à l'inventivité néo-zélandaise, qui suppose que tout problème est mieux résolu en regardant ce qui marche qu'en appliquant une théorie. Cette méfiance de la théorie s'est manifestée dans la politique sociale du début et au milieu du XXe siècle, que l'historien Michael Bassett qualifiera de « socialisme sans doctrines ». Quoique les politiques du premier gouvernement travailliste et d'autres suivissent des buts traditionnellement socialistes, ils ne se basaient sur aucune théorie cohérente. Tout cela changea dans les années 1980 lors du quatrième gouvernement travailliste et le quatrième gouvernement national, qui initièrent une série de réformes basées sur l'idéologie du libre marché. Cela ne fit que renforcer la méfiance de beaucoup de Néo-Zélandais envers les théories intellectuelles, puisqu'ils considèrent que ces réformes ont augmenté la pauvreté et l'inégalité dans le pays. Malgré cette attitude largement anti-intellectuelle, la Nouvelle-Zélande montre de hauts taux de participation en éducation tertiaire et a donné au monde plusieurs universitaires et scientifiques reconnus, dont Ernest Rutherford, J. G. A. Pocock et Alan MacDiarmid. Rutherford et Pocock passèrent la plus grande partie de leur carrière professionnelle au Royaume-Uni. Ce fut longtemps très médiatisé, et comme conséquence les attitudes des Néo-Zélandais et la petite population du pays a rendu difficile le financement de recherches majeures.

### Attribution
Parce que les Néo-Zélandais doivent souvent déménager à l'étranger pour faire avancer leurs carrières, leurs concitoyens sont désireux d'identifier des personnes connues comme étant Néo-Zélandais, aussi court que soit leur temps passé en Nouvelle-Zélande. Les personnes nées dans le pays sont certainement identifiées comme Néo-Zélandaises, mais aussi ceux y ayant été scolarisés ou y ayant vécu, peu importe leur pays d'origine. Par exemple, Richard O'Brien, le créateur du Rocky Horror Show, est souvent identifié comme Néo-Zélandais, quoiqu'il passa en réalité un laps de temps assez bref en Nouvelle-Zélande. Cela mène parfois à des personnes ou des innovations identifiées comme venant de Nouvelle-Zélande et d'un autre pays simultanément : les groupes pop Crowded House et Split Enz, la pavlova (un dessert), le célèbre cheval de course Phar Lap et les acteurs Sam Neill et Russell Crowe, tous également revendiqués par l'Australie. Toutefois, les Néo-Zélandais renient vite des figures controversées ou impopulaires, dont Jack L'Embrouilleur.
C'est parce que la mesure du succès des Néo-Zélandais était le plus souvent lié à ce qu'ils firent à l'étranger que tout ce qui vient de l'étranger (overseas) est vu comme ayant plus de valeur culturelle que l'équivalent local, sa qualité important peu. Cela est exacerbé par l'isolement du pays et sa petite population, la faisant souvent ignorée par les musiciens et groupes les plus populaires ; les célébrités qui se rendent en Nouvelle-Zélande sont donc facilement bien accueillies par les Néo-Zélandais.

### Conservatisme social et progressivité
La politique sociale de la Nouvelle-Zélande a oscillé entre un haut taux d'innovation et de progressivité et un taux tout aussi haut de conservatisme. Les réformes sociales dans lesquelles le pays fut pionnier sont le droit de vote des femmes, l'État-providence et le respect envers les peuples autochtones (à travers le Traité de Waitangi et le Tribunal de Waitangi). Ayant été à la tête de la régulation économique dès les années 1930, dans les années 1980 et 1990 la Nouvelle-Zélande menait en ce qui concerne la dérégulation économique.
En contraste, la Nouvelle-Zélande a également eu des politiques sociales très conservatrices. Parmi les exemples les plus notables on trouve la fermeture de tous les bars à 18h dans l'époque allant de la Première Guerre mondiale aux années 1960. Jusqu'aux années 1980 la plus grande partie des commerces furent interdits d'ouvrir leurs portes le week-end, et ce n'est qu'en 1999 qu'on autorise la vente de boissons alcoolisées le dimanche.
Cette tendance à des extrêmes inconsistants peut être due à la tendance anti-intellectualiste de la Nouvelle-Zélande. Là où d'autres gouvernements dans beaucoup d'autres pays feraient un choix en comptant ou non sur l'appui des votants basé sur une idéologie, en Nouvelle-Zélande prima l'idée de faire des choix selon ce qui semble marcher ou ce qui serait populaire. Les votants ont souvent réagi aux politiques selon la manière dont celles-ci fonctionnaient au début de leur mise en œuvre, et non selon des idées cohérentes sur la manière dont elles fonctionnent. Les changements majeurs sont généralement faits par le Parti travailliste, à la suite de quoi ces politiques sont conservées par le Parti national. C'est le cas lors de la majeure partie du XXe siècle, même si en ce temps le Parti travailliste évolua d'un parti dominé par les syndicalistes peu formés à un parti dominé par les universitaires et avocats de classe moyenne.

### Régionalisme et esprit de clocher
Quoique petite comparée à l'Australie ou aux États-Unis, il existe bien des différences régionales en Nouvelle-Zélande, que ce soit entre les îles du Sud et du Nord ou, de plus en plus souvent, entre Auckland et le reste du pays. Auckland est la plus grande ville et domine le pays économiquement. Les Aucklanders, parfois surnommés « Jafas » - « Just another fucking Aucklander » -, considéreraient selon certaines conceptions tout ce qui est situé au sud des Bombay Hills comme insignifiant, tout comme les Londoners sont dits mépriser tout au nord au-delà de Watford. Les Néo-Zélandais non-Aucklanders sont dits voir les Aucklanders comme égoïstes, bravaches et grossiers, partageant beaucoup des caractéristiques des Sydneysiders en Australie. Auckland, avec ses ports, est parfois surnommé « Claytons Sydney », c'est-à-dire un imposteur essayant d'émuler la grande ville australienne.
Les plus grandes rivalités en sport ont lieu dans le Air New Zealand Cup de rugby à XV entre les régions d'Otago et Canterbury (tous les deux dans l'île du Sud), et Waikato, Auckland et Wellington sur l'île du Nord.

### Attitudes sur le gouvernement
Comme c'est le cas dans beaucoup de pays, beaucoup de Néo-Zélandais se méfient des hommes politiques ; ce fut particulièrement le cas dans les années 1970, 1980 et 1990. Pendant cette période les gouvernements étaient vus comme autocratiques et non réceptifs au peuple. L'ancien Premier ministre Robert Muldoon (mandat de 1975 à 1984), la Ministre des finances Ruth Richardson (1990 à 1993) et beaucoup de membres du quatrième gouvernement travailliste furent particulièrement impopulaires. Cela, ajouté à deux élections où un parti perdit le vote populaire mais gagna l'élection, poussa les Néo-Zélandais à réformer le système électoral, le changeant du scrutin uninominal majoritaire à un tour à la représentation proportionnelle mixte.
Malgré cela, la plupart des Néo-Zélandais disent avoir confiance en leur démocratie. La Nouvelle-Zélande est classée pays le moins corrompu du monde, ex-aequo avec le Danemark et la Norvège. Le taux de participation dans les élections parlementaires est typiquement au-dessus de 80 %, très haut comparé à beaucoup d'autres pays, et ce malgré l'absence d'une législation exigeant à tous les citoyens de voter.

## Cuisine
La cuisine néo-zélandaise reflète la diversité ethnique du pays. Elle combine les cuisines maories et européennes avec des influences asiatiques. Il existe également de nombreux restaurants ethniques en Nouvelle-Zélande, la population du pays étant de plus en plus diverse. La Nouvelle-Zélande produit aussi différentes sortes de vin.

## Noms de lieux
Les noms de lieux en Nouvelle-Zélande dévoilent beaucoup de la culture néo-zélandaise. Les Maori et Pakeha utilisent les noms pour revendiquer une possession, réelle ou non.

## Patrimoine culturel
- Te Waka Toi awards (en)

### Musées

#### Auckland
- Auckland Art Gallery Toi o Tamaki
- Auckland Museum
- Musée du mémorial de guerre d'Auckland
- New Zealand National Maritime Museum

#### Autres villes
- Canterbury Museum à Christchurch
- Christchurch Art Gallery Te Puna o Waiwhetu, à Christchurch
- Gibbs Farm, district de Kaipara
- Howick Historical Village, à Pakuranga, près d'Auckland
- Kauri Museum, à Matakohe (Kauri Coast)
- Musée militaire de Nouvelle-Zélande à Waiouru
- New Zealand Fighter Pilots Museum, à l'aéroport de Wanaka
- Puke Ariki, à New Plymouth
- Te Papa Tongarewa musée de la Nouvelle-Zélande, à Wellington

### Patrimoine mondial
Le programme Patrimoine mondial (UNESCO, 1971) a inscrit :
- Liste du patrimoine mondial en Nouvelle-Zélande, dont Îles sub-antarctiques de Nouvelle-Zélande, Te Wāhipounamu, Parc national de Tongariro

### Registre international Mémoire du monde
Le programme Mémoire du monde (UNESCO, 1992) a inscrit dans son registre international Mémoire du monde (au 10/01/2016) :
- 1997 : Traité de Waitangi (1840) - Te Tiriti o Waitangi, (Archives nationales, Wellington)[20].
- 1997 : Pétition de 1893 en faveur du droit de vote pour les femmes, (Archives nationales, Wellington)[21].
- 2015 : Les Archives de Sir Edmund Hillary[22].

### Filmographie
- (en) This way of life, film de Thomas Burstyn et Barbara Sumner Burstyn, ZED, Paris, 2009, 52 min (DVD)
- La renaissance de la culture maori, film d'Hervé Schmoor, Zaradoc films, Montreuil ; ADAV, Paris, 2013, 53 min (DVD)